# سازونشین
سازونشین (نام علمی: Junco) نام یک سرده از تیره زردپره‌ایان است.